# レベル42
レベル42（レベルフォーティートゥー、Level 42）は、イギリス出身のフュージョン・ポップ・バンド。シャカタクと並ぶブリティッシュ・フュージョン・バンドである。
代表曲「Something about you」「Lessons in love」は、米国でもチャートインするまでのビッグヒットとなった。
「Level 42」の「42」はイギリスのジョークSF小説『銀河ヒッチハイクガイド（The Hitchhiker's Guide to the Galaxy）』に出てくる生命、宇宙、そして万物についての究極の疑問の答えをオマージュしたもの。

## メンバー

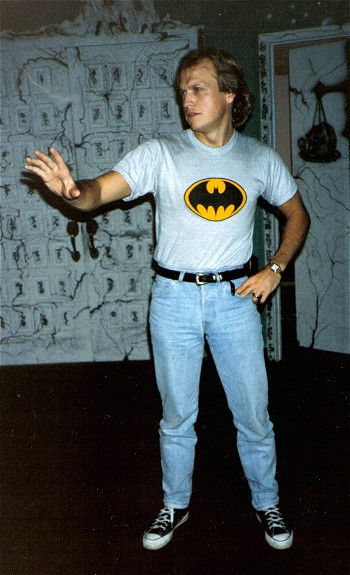
リーダーのマーク・キング（1987年）

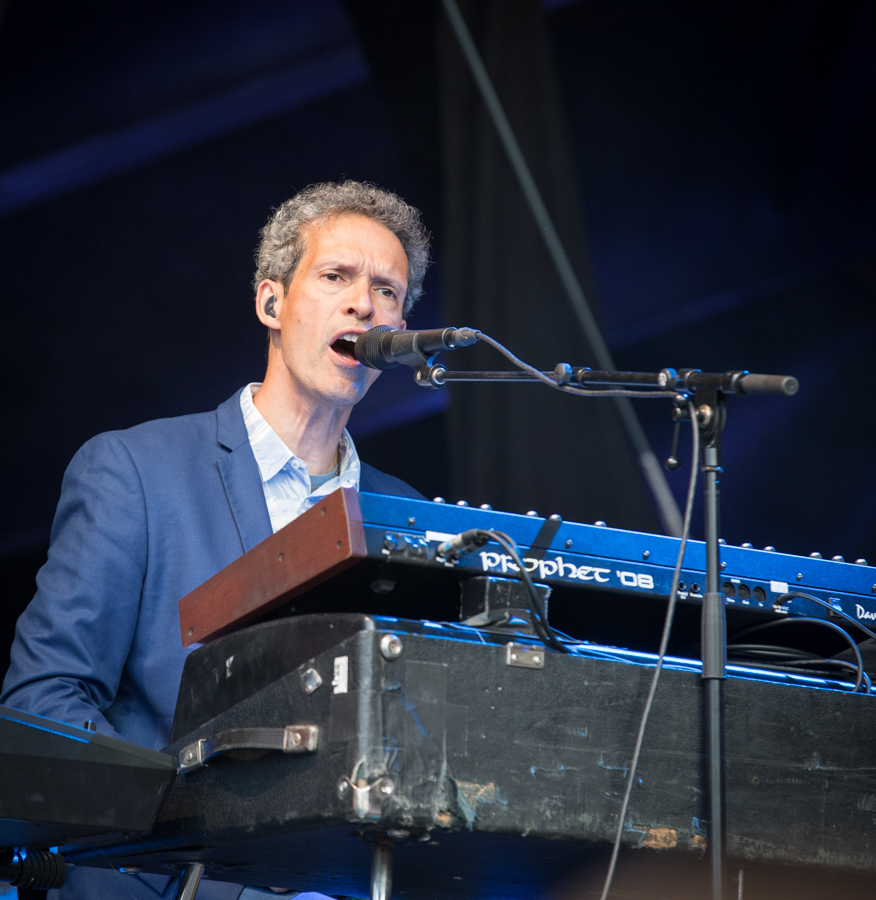
Mike Lindup, Kongsberg Jazzfestival 2017

メンバーはリーダーのマーク・キング（ベース、メインボーカル）、マイク・リンダップ（キーボード、ボーカル）、フィリップ・グールド（ドラムス）、ブーン・グールド（ギター、コーラス）。フィリップとブーンは兄弟であり、アルバム『ラニング・イン・ザ・ファミリー』を最後に脱退した。なお、サポートメンバーにウォーリー・バダルー（キーボード）がおり、初期のヒットに貢献した。5人目のメンバーとしてみなされていたが、正メンバーにはならなかった。他メンバーにアラン・マーフィー、ジャッコ・ジャクスジク（ギター）、ゲイリー・ハズバンド（ドラムス、コーラス）、ネイサン・キング（ギター、ボーカル）、リンドン・コナー（キーボード、ボーカル）、ショーン・フリーマン（サックス、コーラス）がいる。

## 歴史
1979年にジャズ・ファンク/フュージョンバンドとして結成。1980年代を通じてイギリスおよび世界中でいくつものヒット曲を飛ばした。
デビュー時しばらくは、インスト指向のマニアックな色合いが強かったが、EW&Fのメンバー、ラリー・ダンをプロデューサーに迎えたあたりから、商業的な路線に方向転換を見せる。
バンドは1994年に1度解散しているが、マーク・キングのソロプロジェクトという形態で、メンバーを交代して再結成されている。2006年には、オリジナル・メンバーであるマイク・リンダップが復帰し、新作アルバム『Retroglide』をリリースするとともに、ツアーを行うことが決定した。メンバーは、リーダーのマーク・キングに、マイク・リンダップ、リンドン・コナー、ゲイリー・ハズバンド、ネイサン・キング、コーラスのショーン・フリーマン。また、オリジナル・メンバーのブーン・グールドも曲作りに参加しているほか、1曲のみ演奏に参加している。
2019年4月30日、オリジナル・メンバーであったブーン・グールドが友人宅で死亡しているのが発見された。64歳没。

## ディスコグラフィ

### スタジオ・アルバム
- 『アーバン・ファッシネーション』 - Level 42 (1980年)
- 『ナイト・ロマンス』 - The Early Tapes (1982年)
- 『パーシュート・オブ・アクシデンツ』 - The Pursuit of Accidents (1983年)
- 『サン・ゴーズ・ダウン』 - Standing in the Light (1983年)
- 『トゥルー・カラーズ』 - True Colours (1984年)
- 『ワールド・マシーン』 - World Machine (1985年)
- 『ラニング・イン・ザ・ファミリー』 - Running In The Family (1987年)
- 『ステアリング・アット・ザ・サン』 - Staring At The Sun (1988年)
- 『ギャランティード』 - Guaranteed (1991年)
- 『フォーエバー・ナウ』 - Forever Now (1994年)
- Retroglide (2006年)
- Sirens(2013年)